# Рецитација
Рецитација (лат. recitatio читање) је уметничко и јавно казивање стихова, било наизуст, било читањем, познато још у античко доба. Грчки рапсоди и песници су јаким гласом и помпезно говорили стихове на јавним местима пред бројним слушаоцима.  У хорској лирици, улогу рецитатора је преузимао хор, а у Риму су се законски списи читали јавно, а песници и оратори су у затвореним круговима представљали своје песме и говоре.
Код нас је народна поезија казивана као речитатив уз инструмент, најчешће гусле, али и без инструмента.
Рецитација још од 18. века представља супротност декламацији, обично помпезној и заснованој на повишеном тону, јер тежи логичном саопштавању текста, пропраћеним умереним емоционалним изразом.
Песничко рецитовање је обично монотоно и нединамично, с тим што чува ритмичку структуру стиха и води рачуна о субјективној емоцији.
Глумачко казивање стиха засновано је на одговарајућој интонацији, разноврсно је и динамично, уз прецизну акцентуацију, како језичку, тако и логичку.
У другом значењу, рецитација може бити песма погодна за јавно казивање, рецитовање.